# Klaus Erforth
Klaus Erforth (* 6. Juli 1936 in Berlin) ist ein deutscher Regisseur und Theaterleiter. Erforth war einer der erfolgreichsten Theaterregisseure der DDR. Seit 1990 war er als künstlerischer Leiter des Vereins Sonnenuhr e. V. tätig und leitet seit 2004 in Zusammenarbeit mit Kerstin Janewa das Ensemble KALIBANI am Theater RambaZamba, das er 1990 mit Gisela Höhne in Berlin gründete. Seit Januar 2011 ist die Gruppe KALIBANI unter dem KALIBANI e. V., einer Ausgründung aus dem Sonnenuhr e. V., zu finden.

## Leben und Theaterarbeit
Klaus Erforth studierte von 1954 bis 1956 an der Schauspielschule Berlin-Schöneweide und arbeitete danach als Schauspieler in Berlin, wirkte auch in Filmen mit. 1960 begann er eine Regieassistenz in Potsdam, wo er ebenfalls als Schauspieler tätig war. Daraufhin ließ er sich bei Wolfgang Heinz an der Akademie der Künste der DDR als Meisterschüler zum Regisseur ausbilden und war Assistent bei Benno Besson. Eine weitere Regieassistenz am Berliner Ensemble bei Manfred Wekwerth folgte, bis Erforth 1968 selbst am Berliner Ensemble und, als Gastregisseur, in Görlitz insbesondere Brecht inszenierte.
1970 wechselte Erforth ans Deutsche Theater Berlin, wo er bis 1990 blieb. Er inszenierte dort, sehr häufig gemeinsam mit Alexander Stillmark, unter anderem Stücke von Schiller (Kabale und Liebe), Volker Braun (Die Kipper), Pablo Neruda (Glanz und Tod des Joaquim Murieta), Athol Fugard (Die Insel), Wolfgang Borchert (Draußen vor der Tür), Heiner Müller (Traktor, Schlacht) Federico García Lorca (Yerma) sowie Bearbeitungen etwa von Franz Kafka (Der Bau). Er arbeitete mit vielen renommierten Schauspielern zusammen wie Jutta Wachowiak, Alexander Lang, Walfriede Schmitt oder Christian Grashof.
Für seine Inszenierung des Stücks Die Insel von Fugard erhielt Erforth 1976 den Kunstpreis der DDR. Dennoch wurde er in der Folge wiederholt mit Aufführungsverboten oder unbegründeten Stückabsetzungen konfrontiert, so etwa bei seiner Inszenierung von Volker Brauns Der Sonnenstaat im Jahr 1978, Ulrich Plenzdorfs Legende vom Glück ohne Ende im Jahr 1986 oder Heiner Müllers Germania Tod in Berlin.
Gastregieen führten ihn in die BRD und ins europäische Ausland. Erforth arbeitete auch als Dozent an der Hochschule für Schauspielkunst Ernst Busch.
Bereits 1986 begann Erforth, der 1976 Vater eines geistig behinderten Sohnes wurde, eine Theaterarbeit mit so genannten geistig behinderten Kindern. Nachdem er 1990 die Arbeit am Deutschen Theater beendet hatte, gründete er gemeinsam mit seiner langjährigen Lebensgefährtin Gisela Höhne den Verein Sonnenuhr e. V. – Werkstatt der Künste für Menschen mit geistiger Behinderung und Andere, dessen Künstlerischer Leiter er wurde. Im Jahr darauf gründete er ebenfalls mit Höhne das integrative Theater RambaZamba. Das Theater RambaZamba entwickelte sich zu einem international renommierten Theater, welches auch hin und wieder Gemeinschaftsproduktionen mit dem Deutschen Theater bestritt und der Volksbühne Berlin bestreitet. So etwa die Matinee Der Mord an den nutzlosen Essern – Euthanasie im Dritten Reich, eine Gemeinschaftsproduktion des Sonnenuhr e. V. mit Giora Feidman, so genannten behinderten Musikern und den Schauspielern des Deutschen Theaters im Jahr 1993.
1992 gab Erforth ein Benefizkonzert gemeinsam mit Ludwig Güttler und dem Bläserchor der Stephanus-Stiftung Berlin-Weißensee im Berliner Schauspielhaus.
1999 nahm er im Berliner Friedrichstadtpalast die Verleihung des Deutschen Kinderkulturpreises vom Deutschen Kinderhilfswerk e. V. an den Verein Sonnenuhr e. V. entgegen.
Im Jahr 2006 erhielt der 70-jährige Erforth, der gleichzeitig sein 50-jähriges Bühnenjubiläum feierte, das Bundesverdienstkreuz am Bande.

## Filmografie
- 1971: Optimistische Tragödie (TV)

## Theater (Auswahl)
- 1969: Bertolt Brecht: Das Manifest (Brechtabend Nr. 5) – Regie mit Alexander Stillmark (Berliner Ensemble)
- 1969: Wsewolod Wischnewski: Optimistische Tragödie – Regie mit Isot Kilian / Alexander Stillmark (Berliner Ensemble)
- 1973: Volker Braun: Die Kipper – Regie mit Alexander Stillmark (Deutsches Theater Berlin)
- 1974: Pablo Neruda: Glanz und Tod des Joaquin Murieta – Regie mit Alexander Stillmark (Deutsches Theater Berlin – Probebühne)
- 1975: Henrik Ibsen: Ein Volksfeind – Regie mit Alexander Stillmark (Deutsches Theater Berlin – Kammerspiele)
- 1979: Heiner Müller: Die Schlacht – Regie mit Alexander Stillmark (Städtische Bühnen Erfurt)

## Auszeichnungen
- 1976: Verleihung des Kunstpreises der DDR für die Aufführung „Die Insel“ von Fugard
- 2002: Verleihung des Berliner Verdienstordens an Klaus Erforth und Gisela Höhne
- 2004: Verleihung des Kulturpreises der B.Z. an Klaus Erforth und Gisela Höhne
- 2006: Verleihung des Bundesverdienstkreuzes am Bande